# Ouidah
Ouidah je grad na atlantskoj obali Benina, glavni grad departmana Atlantique. Od Cotonoua je udaljen 40 km. Kroz povijest je, kao jedina luka Benina, bio središte trgovine robljem. Brojni spomenici podsjećaju na to razdoblje, između ostalih i "Vrata bez povratka" (La porte du non-retour), mjesto na obali Atlantika gdje je roblje ukrcavano u brodove.
Prema popisu iz 2002. godine, Ouidah je imao 37.647 stanovnika.